# Upplands runinskrifter 100
Runinskrift U 100, eller Snuggastenen, är en runsten vid sjön Snuggan på Skälby ägor i Sollentuna socken. Den står i en skogsbacke utmed vägen som från Skålhamra går över till Ed vid Edsvikens norra strand.  
Runstenen är placerad inne i skogen, längs en forntida väg. Den består av en bred, upprest häll och ett stycke saknas i dess övre del. Ornamentiken går i Urnesstil med ett rundjur som biter sig själv i svansen. Ovanför djuret som är intrasslad i en mindre orm är ett kristet kors. Den i olika versioner översatta texten lyder enligt nedan:

## Inskriften
Translitterering av runraden:
× guriþ × lit × raisa × stain × at · ulfkel × sun × sin × auk · kui · (a)... ... broþur · sin × auk × at × hulmtisi · sustur · sina ×
Normalisering till runsvenska:
Gyrið let ræisa stæin at Ulfkel, sun sinn, ok Gyi ... ... broður sinn ok at Holmdisi, systur sina.
Översättning till nusvenska:
Gyrid lät resa stenen efter Ulvkel, sin son, och Gye (efter?) sin broder och efter Holmdis, sin syster
Runinskriftens personer tillhör den så kallade Skålhamrasläkten som även står omnämnda på U 160 och U 161.

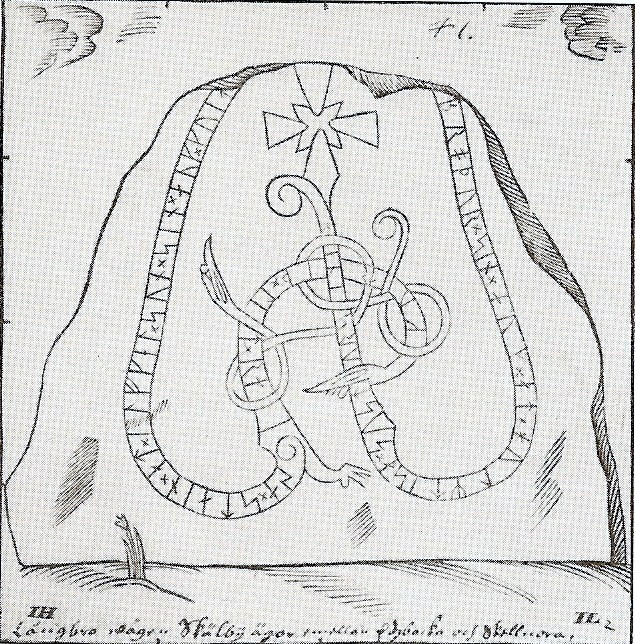
Teckningen från 1600-talet.